# 岗坪镇
岗坪镇，是中华人民共和国广东省肇庆市怀集县下辖的一个乡镇级行政单位。

## 行政区划
岗坪镇下辖以下地区：
岗坪社区、曾村、兴义村、谢屋村、红星村、庞庙村、地灵村、沙腾村、睦渊村、关塘村、四隆村、四和村、太原村和维安村。